# 裴行本
裴行本（?—?），唐朝大臣。出自河东裴氏南来吴裴。祖父裴獻，隋朝扶州刺史，临汾郡公、父亲裴義山。
691年九月廿六，时任冬官侍郎（工部侍郎）的裴行本被任命为同鳳閣鸞臺平章事。692年，他和宰相狄仁杰、任知古、司礼卿崔宣礼、前文昌左丞卢献、御史中丞魏元忠、潞州刺史李嗣真被武则天手下酷吏来俊臣弹劾谋反。由于狄仁杰将一份表章藏在衣物中让家人带回，得以向武则天澄清众人并未谋反，众人免于一死，但仍被流放。一月初四，流放裴行本、李嗣真于岭南。来俊臣说裴行本罪恶尤重，应当处死；秋官郎中徐有功反驳，以为“明主有使使臣下再生之恩，来俊臣不能顺势促成，有损君王的恩信。”